# بوف ماهی‌خوار بلکیستون
بوف ماهی‌خوار بلکیستون بزرگ‌ترین گونهٔ زندهٔ جغد، یک بوف ماهی‌خوار و زیرگروهی از بوف‌ها است که متخصص شکار در مناطق ساحلی هستند.این گونه بخشی از تیره‌ای است که با نام جغدان راستین شناخته شده‌اند که شامل بیشتر گونه‌های جغد می‌شود و بومی چین، ژاپن و شمال شرقی آسیا است. بوف ماهی خوار در جنگل‌های انبوه قدیمی و در مجاورت آبراه‌ها یا سواحل جنگلی مشاهده می‌شود. محل آشیانه‌سازی آن‌ها حفره‌های درون درختان رشدیافتهٔ قدیمی و در جوار رودخانه‌هایی است که دست‌کم، در زمستان منجمد نمی‌شوند. این گونه از جغد در زمستان‌های سرد شمالی، تنها در مواردی یافت می‌شود که جریان رودخانه به اندازه کافی سریع یا طغیان چشمه‌های آب گرم در جریان آب وجود داشته باشد. در زمستان و برای زنده‌ماندن، میزان اندکی از جریان رودخانه‌های جاری برای جغد ماهی‌خوار بلکیستن کفایت می‌کند.
بوف ماهی‌خوار بلکیستون عنوان بزرگ‌ترین گونه زنده در خانواده جغدان راستین شناخته می‌شود. یک مطالعه میدانی بر روی این گونه نشان داده که وزن نرها در حدود ۲٫۹۵ تا ۳٫۶ کیلوگرم (۶٫۵ تا ۷٫۹ پوند) است در حالی که ماده‌ها، حداکثر ۲٫۹۵ تا ۴٫۶ کیلوگرم (۶٫۵ تا ۱۰٫۱ پوند) و در حدود ۲۵٪ بزرگ‌تر هستند. طول این جغد ۶۰ تا ۷۲ سانتیمتر (۲۴ تا ۲۸ اینچ) می‌باشد. در حال حاضر این توسط اتحادیه بین‌المللی حفاظت از طبیعت به عنوان گونه در معرض خطر معرفی شده است.